# Xã Bushnell, Michigan
Xã Bushnell (tiếng Anh: Bushnell Township) là một xã thuộc quận Montcalm, tiểu bang Michigan, Hoa Kỳ. Năm 2010, dân số của xã này là 1.604 người.